# Andrew Watt
Andrew Wotman (Nueva York, 20 de octubre de 1990), conocido profesionalmente como Andrew Watt, es un músico y productor discográfico estadounidense. Watt es reconocido por sus múltiples colaboraciones con músicos de diversos géneros, como Justin Bieber, Lady Gaga, Post Malone, Selena Gomez, Miley Cyrus, Camila Cabello, Avicii, Rita Ora, Blink 182, Ozzy Osbourne y 5 Seconds of Summer (5SOS). Además, tocó la guitarra en el supergrupo California Breed entre los años 2013 y 2015, junto a Glenn Hughes y Jason Bonham.

## Discografía

### Colaboraciones y contribuciones
| "Sinkin' In"                                            | 2013 | Cody Simpson                  | Surfers Paradise                                       |
| "Hit the Ground"                                        | 2015 | Acosador                      | Purpose                                                |
| "Home to Mama"                                          | 2015 | Justin Bieber y Cody Simpson  | Purpose                                                |
| "Rebel Nation" (con Andrew Watt)                        | 2016 | Steve Angello                 | Wild Youth                                             |
| "Let Me Love You" (con Justin Bieber)                   | 2016 | DJ Snake                      | Encore                                                 |
| "Beat the Sunrise" (con Andrew Watt)                    | 2016 | SNBRN                         |                                                        |
| "Feeling Whitney"                                       | 2016 | Post Malone                   | Stoney                                                 |
| "Burning Man" (con Post Malone)                         | 2017 | Watt                          | XXX: Return of Xander Cage Soundtrack                  |
| "It Ain't Me"                                           | 2017 | Kygo y Selena Gomez           | Stargazing                                             |
| "Open Your Eyes"                                        | 2017 | Sam Feldt                     |                                                        |
| "Havana" (con Young Thug)                               | 2017 | Camila Cabello                | Camila                                                 |
| "Comfortable" (con Kranium)                             | 2017 | Bebe Rexha                    | All Your Fault: Pt. 2                                  |
| "Let Me Go" (con Florida Georgia Line y watt)           | 2017 | Hailee Steinfeld y Alesso     |                                                        |
| "Lonely Together" (con Rita Ora)                        | 2017 | Avicii                        | Avīci (01)                                             |
| "Anywhere"                                              | 2017 | Rita Ora                      | Phoenix                                                |
| "The Right Way"                                         | 2017 | PartyNextDoor                 | Seven Days                                             |
| "Wolves"                                                | 2017 | Selena Gomez y Marshmello     |                                                        |
| "For You"                                               | 2018 | Liam Payne y Rita Ora         | Fifty Shades Freed: Original Motion Picture Soundtrack |
| "Youngblood"                                            | 2018 | 5 Seconds of Summer           | Youngblood                                             |
| "Lie To Me"                                             | 2018 | 5 Seconds of Summer           | Youngblood                                             |
| "Better Man"                                            | 2018 | 5 Seconds of Summer           | Youngblood                                             |
| "Thru Your Phone"                                       | 2018 | Cardi B                       | Invasion of Privacy                                    |
| "Over Now"                                              | 2018 | Post Malone                   | Beerbongs & Bentleys                                   |
| "Stay"                                                  | 2018 | Post Malone                   | Beerbongs & Bentleys                                   |
| "No Shame" (con PartyNextDoor)                          | 2018 | Future                        | Superfly (soundtrack)                                  |
| "Eastside" (con Halsey and Khalid)                      | 2018 | Benny Blanco                  |                                                        |
| "Jet Lag"                                               | 2018 | Juice Wrld y Future           | Wrld on Drugs                                          |
| "Hard Work Pays Off"                                    | 2018 | Juice Wrld y Future           | Wrld on Drugs                                          |
| "Fast"                                                  | 2019 | Juice Wrld                    | Death Race for Love                                    |
| "Doin' Time"                                            | 2019 | Lana Del Rey                  | Norman Fucking Rockwell                                |
| "Fuck It, I Love You"                                   | 2019 | Lana Del Rey                  | Norman Fucking Rockwell                                |
| "Call You Mine"                                         | 2019 | The Chainsmokers y Bebe Rexha | World War Joy                                          |
| "Easier"                                                | 2019 | 5 Seconds of Summer           | CALM                                                   |
| "Hate Me"                                               | 2019 | Ellie Goulding y Juice Wrld   |                                                        |
| "The Lay Down" (con H.E.R. y watt)                      | 2019 | DRAM                          |                                                        |
| "Señorita"                                              | 2019 | Shawn Mendes y Camila Cabello | Shawn Mendes                                           |
| "Teeth"                                                 | 2019 | 5 Seconds of Summer           | CALM                                                   |
| "Shameless"                                             | 2019 | Camila Cabello                | Romance                                                |
| "Liar"                                                  | 2019 | Camila Cabello                | Romance                                                |
| "Die For Me" (con Future & Halsey)                      | 2019 | Post Malone                   | Hollywood's Bleeding                                   |
| "Take What You Want" (con Ozzy Osbourne & Travis Scott) | 2019 | Post Malone                   | Hollywood's Bleeding                                   |
| "Mother"                                                | 2019 | Charlie Puth                  |                                                        |
| "I Really Wish I Hated You"                             | 2019 | Blink-182                     | Nine                                                   |
| "Under the Graveyard"                                   | 2019 | Ozzy Osbourne                 | Ordinary Man                                           |

### Sencillos
| Año  | Título                                                                  | EE. UU. Hot 100 | EE.UU. Pop | EE.UU. Rock | EE.UU. Alt | Álbum               |
| ---- | ----------------------------------------------------------------------- | --------------- | ---------- | ----------- | ---------- | ------------------- |
| 2016 | "Ghost in My Head"                                                      | —               | —          | 30          | —          | Ghost in My Head EP |
| 2017 | "Let Me Go" (Hailee Steinfeld y Alesso con Florida Georgia Line y Watt) | 40              | 14         | —           | —          | Sencillo            |
| 2017 | "Burning Man" (con Post Malone)                                         | —               | —          | —           | 40         | Sencillo            |